# Копривничка
Копривничка (словац. Koprivnička) — річка в Словаччині, права притока Топлі, протікає в окрузі Бардіїв.
Довжина — 9.9 км. Витік знаходиться в масиві Ондавська височина — на висоті 390 метрів. Протікає територією сіл Абрагамовце; Буцловани і  Копривниця.
Впадає у Топлю на висоті 185 метрів.